# Stathmopoda hexatyla
Stathmopoda hexatyla is een vlinder uit de familie Stathmopodidae. De wetenschappelijke naam van de soort is voor het eerst geldig gepubliceerd in 1907 door Meyrick.